# Teste de Kleihauer-Betke
Teste de Kleihauer é a pesquisa de hemoglobina fetal no sangue da mãe.
O resultado deste teste exprime-se em % de eritrócitos fetais (%EF).
Volume a neutralizar = %EF x 2400
Volume a administrar = Volume a neutralizar x 300 ug/30mL
(300 ug neutralizam 30mL <S.J. Hanson, Anya  J. Ballis e Janine E. Althaus - Johns Hopkins> de eritrócitos fetais transfundidos).